# Gonçalves
Gonçalves, właśc. Marcelo Gonçalves Costa Lopes (ur. 22 lutego 1966 w Rio de Janeiro) – brazylijski piłkarz, obrońca. Srebrny medalista MŚ 98.
Grał w szeregu najlepszych brazylijskich klubów. W reprezentacji Brazylii zagrał 24 razy, strzelił 1 bramkę. Debiutował w 1996, ostatni raz zagrał w 1998. Podczas MŚ 98 wystąpił w dwóch meczach Brazylii. W 1997 brał udział w zwycięskich dla Canarinhos turniejach: Copa América oraz Pucharze Konfederacji.

## Kariera klubowa
- CR Flamengo (1987-1988)
- Santa Cruz (1988)
- CR Flamengo (1989)
- Botafogo (1989)
- Tecos UAG Guadalajara (1990-1995) – mistrzostwo Meksyku 1994
- Botafogo (1995-1997)
- Cruzeiro EC (1997)
- Botafogo (1998)
- SC Internacional (1999)